# Ламмертинк, Мауриц
Мауриц Ламмертинк (нидерл. Maurits Lammertink; род. 31 августа 1990 в Энтере, Нидерланды) — нидерландский профессиональный шоссейный велогонщик, выступающий за проконтинентальную команду «Team Roompot–Nederlandse Loterij». 

## Достижения
2011
1-й — Этап 4 Тур Чехии
2-й Чемпионат Нидерландов U23 в групповой гонке
3-й Эшборн — Франкфурт U23
2012
1-й  Гонка Карпатский курьеров
1-й  Очковая классификация
1-й — Этап 1
1-й  Горная классификация Тур Верхней Австрии
3-й Эшборн — Франкфурт U23
2013
8-й Эшборн — Франкфурт
2014
1-й Кольцо Валлонии
1-й — Этап 4 Тур Чехии
3-й Тур Мазовии
1-й  Очковая классификация
1-й — Этап 5
3-й Тур Оверейссела
2015
1-й — Этап 4 Тур Лимузена
2-й Кубок Сабатини
2016
1-й  Тур Люксембурга
1-й  Молодёжная классификация
8-й Эшборн — Франкфурт
2017
1-й — Этап 4 Тур Бельгии
2018
8-й Кэдел Эванс Грейт Оушен Роуд
10-й Чемпионат Европы в групповой гонке
2019
2-й Тур Люксембурга

## Статистика выступлений

### Гранд-туры
| Гонка           | 2017 | 2018 |
| --------------- | ---- | ---- |
| Джиро д'Италия  | —    | 41   |
| Тур де Франс    | 75   | —    |
| Вуэльта Испании | —    |      |

| — | Не участвовал |